# Església de Sant Serni de Nagol
Església de Sant Serni de Nagol är en kyrka belägen i orten Sant Julià de Lòria i södra delen av Andorra.

## Kyrkobyggnaden
Kyrkan uppfördes på 1000-talet och består av ett rektangulärt långhus med halvrund absid i öster och klockstapel i väster. Väster om kyrkan finns en terrass som troligen har tillkommit senare. I kyrkorummet finns medeltida målningar. En altartavla från 1400-talet är tillägnad kyrkans beskyddare.

## Bildgalleri

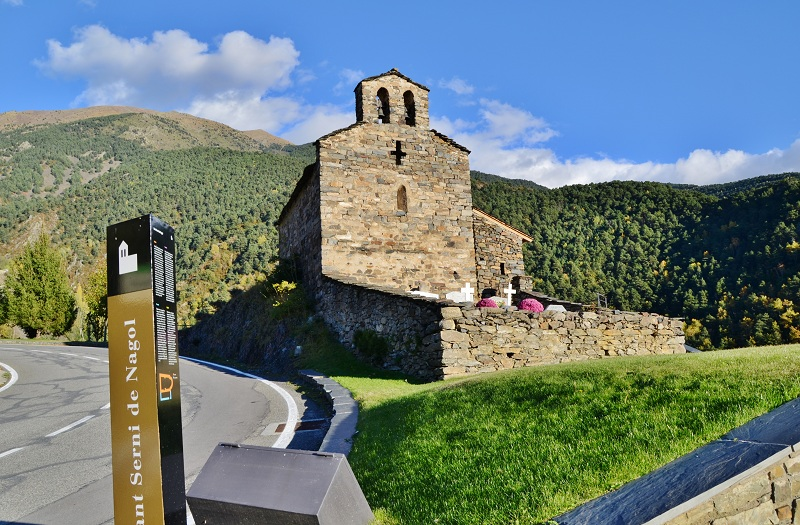
Kyrkan från väster
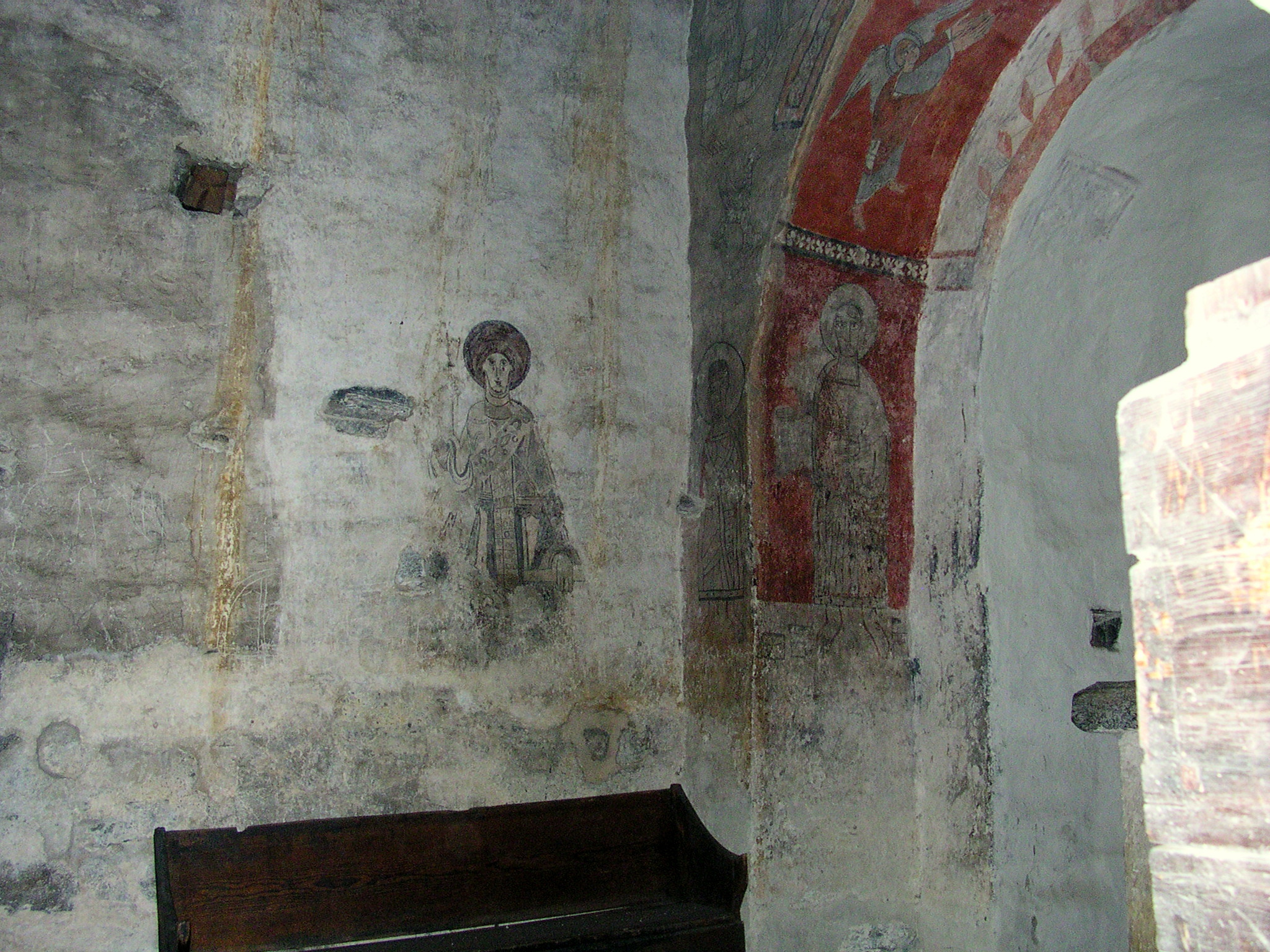
Kyrkorum med målningar
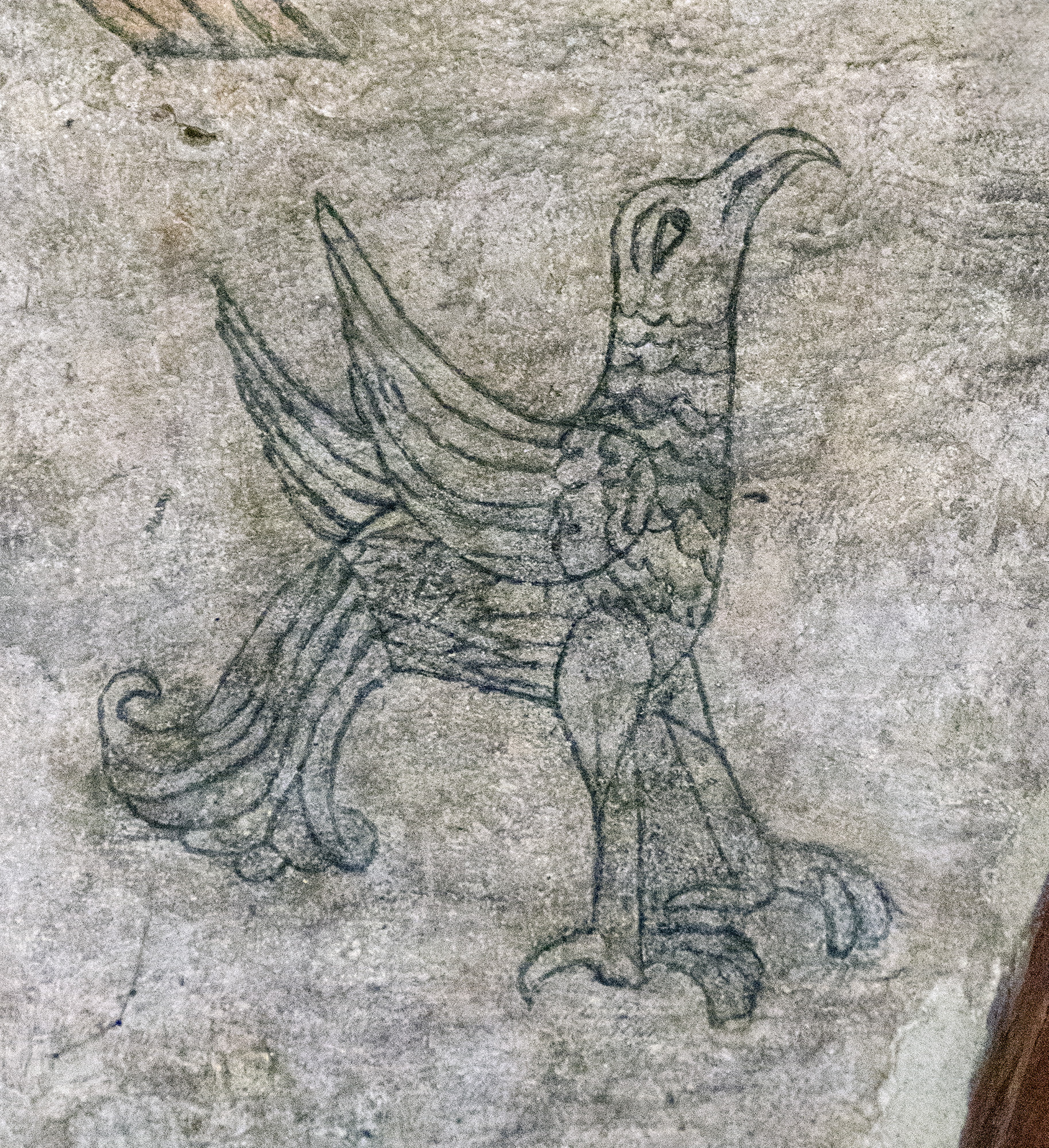
Målning